# Winfried Göpfert
Winfried Göpfert (* 14. September 1943 in Trier) ist ein deutscher Journalist und Medienwissenschaftler.

## Leben
Winfried Göpfert studierte Nachrichtentechnik an der Universität Karlsruhe (Dipl.-Ing.) und war langjähriger Leiter der Wissenschaftsabteilung beim Sender Freies Berlin, außerdem Redakteur und Moderator von Wissenschafts- und Medizinsendungen, insbesondere des ARD-Ratgebers Gesundheit.
Zwischen 1990 und 2003 wurde am Lehrstuhl von Göpfert jedes Semester das Berliner Wissenschaftsmagazin „Dimensionen“ produziert, das Beiträge von Studenten des Lehrgebietes enthielt.
Heute ist Göpfert emeritierter Professor für Wissenschaftsjournalismus am Institut für Publizistik- und Kommunikationswissenschaft der FU Berlin. Daneben ist er als freier Wissenschaftsjournalist sowie als Moderator und Medientrainer tätig.
Im Jahr 2005 wurde ihm die Würde eines Ehrensenators des Deutschen Fachjournalistenverbandes verliehen.

## Schriften
- (Hrsg.) Wissenschaftsjournalismus. 5. Auflage, Econ, Berlin 2006, ISBN 978-3-430-17682-8.
- (Hrsg.) Wissenschaftsjournalismus – Ein Handbuch für Ausbildung und Praxis. 6., überarbeitete und aktualisierte Auflage, Springer, Wiesbaden 2019, ISBN 978-3-658-17883-3.
- Allgemeinbildung für Dummies (mit Horst Herrmann). 2. Auflage, Wiley-VCH-Verl., Weinheim 2012, ISBN 978-3-527-70512-2.
- Geschichte der Wissenschaft für Dummies. 1. Auflage, Wiley-VCH-Verl., Weinheim 2014, ISBN 978-3-527-70804-8.